# شب غریبان
شب غریبان فیلمی از محمد دلجو و با حضور بازیگرانی چون گوگوش و فرزان دلجو در سال ۱۳۵۴ در سینماهای کشور به نمایش درآمد.

## داستان
سیامک دزد دون‌پایه‌ای است که برای عباس خال‌کوب کار می‌کند. سیامک با دوست قماربازش تقی
در یک اتاق اجاره‌ای زندگی می‌کند. روزی سیامک در اتوبوس کیف مردی را می‌زند و رضا (گوگوش) که کیف‌زن است کیف را می‌دزدد. آنها با هم آشنا می‌شوند. رضا بیمار است و سیامک او را به خانه‌اش می‌برد. آنها از خانه اجاره‌ای به خانه موسیو اسباب‌کشی می‌کنند و با همکاری موسیو از گاوصندوق یک بانک دزدی می‌کنند.
عباس خال‌کوب آنها را تحت نظر دارد. در این مابین موسیو می‌میرد و رضا در بیمارستان بستری می‌شود. سیامک تصمیم می‌گیرد پولها را پس دهد اما عباس خال‌کوب مانع می‌شود و سیامک را با چاقو از پا درمی‌آورد. پلیس هم با گلوله عباس را می‌کشد.

## بازیگران
| بازیگر         | نقش          |
| -------------- | ------------ |
| گوگوش          | رضا          |
| فرزان دلجو     | سیامک        |
| جلال پیشواییان | عباس خال کوب |
| آرمان          | موسیو        |
| شهرام شب پره   | تقی          |